# 星がきれい
「星がきれい」（ほしがきれい）は、The Little Monsters Familyの楽曲で、1枚目のシングル。1999年12月25日発売。

## 概要
ゆずと寺岡呼人 (JUN SKY WALKER(S)) で結成されたスペシャルユニットのシングル。現在のところリリースされたCDはこの作品のみであり、マキシシングルと8センチCDの2形態で発売された。
寺岡のソロシングル「悲しいほど青く美しいこの世界で」と同時発売。
シンガポールの主題歌の女王と呼ばれる歌手蔡淳佳が星星眼睛というタイトルでカバーしている。

## 収録曲
- 全作詞・作曲：岩沢厚治・寺岡呼人 / 編曲：寺岡呼人

1. 星がきれい
2. Symphony No 9."Stardust Stories"